# João V de Jerusalém
João V de Jerusalém foi o patriarca de Jerusalém entre 706 e 735, durante a controvérsia iconoclasta iniciada pelo imperador bizantino Leão III, o Isauro e das perseguições durante o jugo muçulmano na Palestina e na Síria. Diversos acadêmicos acreditam que ele e seu sucessor, João VI, seriam a mesma pessoa

## Vida e obras
João, que era um monge, sucedeu ao patriarca Anastácio II em 706. Ele era um amigo de João Damasceno e ordenou-o padre logo após a entrada de Damasceno no mosteiro para se tornar um monge. João também apoiou Damasceno em sua luta contra Leão e os iconoclastas, inclusive escrevendo diversos tratados contra o iconoclasmo.
Durante o seu patriarcado, João teve que suportar um fanático governante muçulmano na Palestina, o califa Omar II. Em sua ascensão ao poder, em 717, Omar deu início um período de perseguição aos cristãos que acabou por mudar a característica da Palestina, de cristã para muçulmana. Além de proibir os cristãos de fabricar vinho e forçá-los a converter-se ao Islã, muitos cristãos acabaram sofrendo o martírio.
João V morreu em 735 e foi sucedido por João VI, que alguns acadêmicos acreditam ser a mesma pessoa.